# Carel Fouché
Pour les articles homonymes, voir Carel et Fouché.
Les établissements Carel Fouché & Cie sont une ancienne entreprise française de construction de matériel roulant ferroviaire, créée en 1904, spécialiste de l'acier inoxydable à partir de 1935. Les usines se trouvaient notamment au Mans, à Aubevoye et à Petite-Synthe. 
L'entreprise devient Carel Fouché Languepin en 1968 puis est scindée en 1983 entre Carel Fouché Industries et Constructions ferroviaires du Mans. Carel Fouché Industries est rachetée par le groupe Alsthom en 1987, puis radiée en 1990 lors du transfert de ses activités à Belfort.

## Histoire

### Origines et constitution

#### Au Mans: du bois au chemin de fer
En 1864, Jules Carel succède à son père, Pierre, dans l'entreprise qui associe également MM. Diot et Louis Fouché pour le commerce du bois au Mans. La société Diot, Carel & Fouché débute dans l'industrie ferroviaire en fournissant des traverses et des coins en bois (cales permettant la fixation des rails aux traverses). En 1880, année de création de la société Carel frères & Cie, le magasin de vente et la scierie situés rue Saint-André sont transférés à l'emplacement destiné à devenir le site historique de Carel Fouché au Mans, dans le quartier du Miroir. En 1881, le neveu de Jules Carel, Ernest Fouché, ingénieur diplômé de l'Ecole centrale des arts et manufactures, rejoint l'entreprise. Grâce aux relations commerciales nouées avec la filière ferroviaire (commandes de traverses et de bois spéciaux pour les chemins de fer), l'entreprise s'oriente vers la fabrication de matériel roulant, grande consommatrice de bois. La première commande est réalisée en 1881 par la Compagnie du chemin de fer de Paris à Orléans pour trois wagons.
En 1892, Jules Carel et Ernest Fouché s'associent pour former la société en nom collectif Carel aîné, Fouché & Cie. D'abord « ateliers de construction de matériel roulant de chemin de fer d'intérêt local à voie étroite », ils obtiennent en 1901 la fabrication de voitures à voie normale pour la Compagnie du chemin de fer de Paris à Orléans.
En octobre 1904, après la mort de Jules Carel en décembre 1903, est constituée une nouvelle société, la société anonyme des établissements Carel aîné, Fouché & Cie. À cet effet, les sociétés en nom collectif Carel aîné, Fouché & Cie et Théophile Carel & fils font apport des terrains, ateliers, scieries, chantiers et du fonds de commerce exploité au Mans. L'objet social demeure l'industrie et le commerce du bois (traverses et poteaux) ainsi que la construction et la rénovation de matériel roulant. 
La dénomination sociale est simplifiée à la fin des années 1910 et devient « établissements Carel Fouché & Cie ». En 1912, le siège social situé au Mans (61 rue de Chanzy, non loin des ateliers de construction et de la scierie) est transféré dans le 8e arrondissement de Paris (55 rue d'Amsterdam, à proximité de la gare Saint-Lazare). Le siège demeure à cette nouvelle adresse jusqu'en 1980 et le transfert à Aubevoye.

#### Matériel roulant pour les chemins de fer secondaires

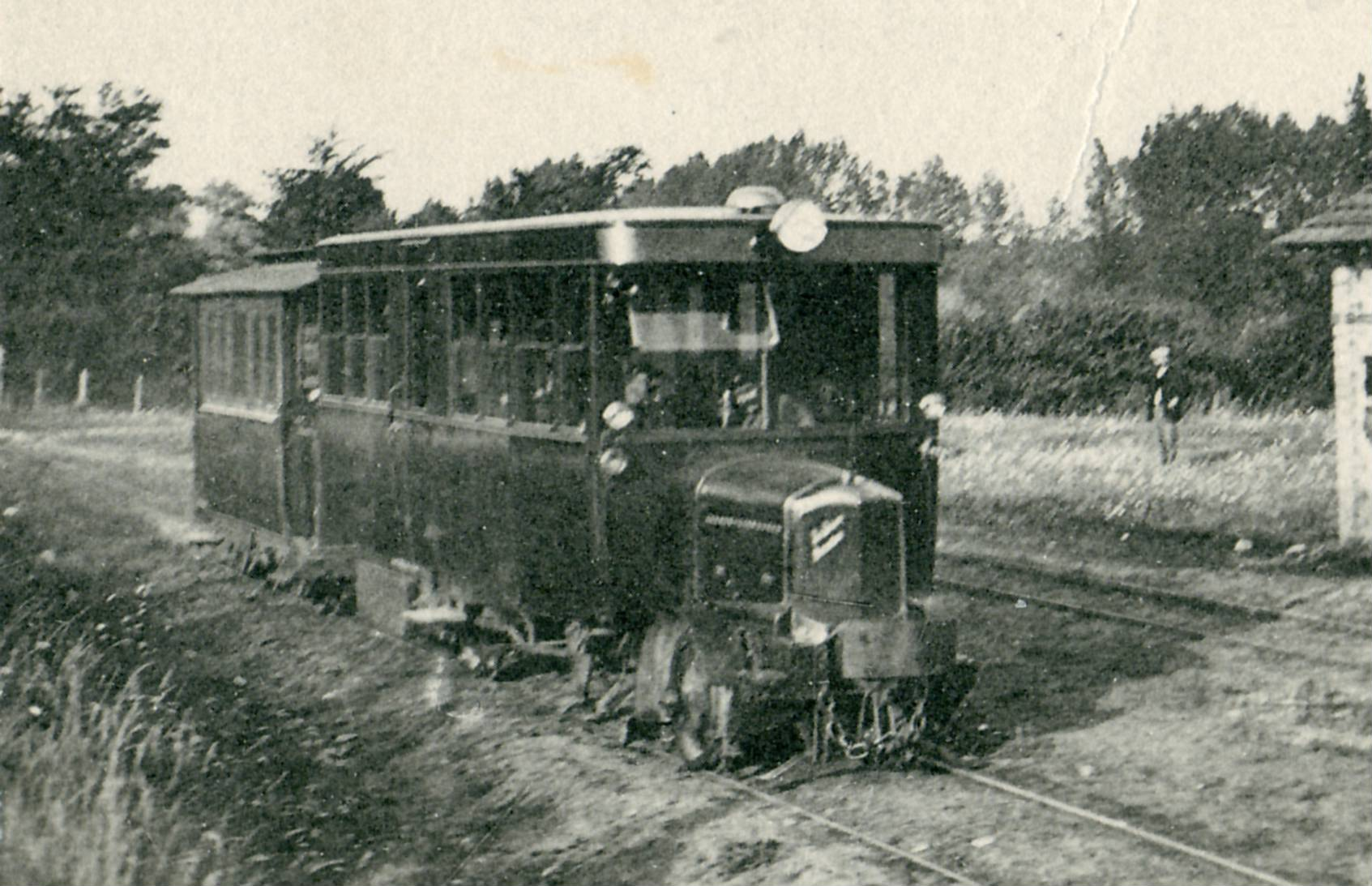
Autorail De Dion-Bouton type JM, carrossé par Carel Fouché & Cie pour les Tramways de la Sarthe, livré en 1924 ou 1925

En 1883, Jules Carel est nommé président du conseil d'administration de la Compagnie des tramways de la Sarthe : le département de la Sarthe confie à celle-ci l'exploitation de plusieurs voies ferrées d'intérêt local de 1883 à 1947.    
Entre 1880 et 1930, Carel frères & Cie puis Carel Fouché & Cie construisent des wagons et des voitures notamment pour les réseaux secondaires suivants :
- les Tramways de la Sarthe[a],[b] ;
- les Tramways de Loir-et-Cher ;
- les Tramways d'Ille-et-Vilaine[c] ;
- le Réseau breton ;
- le Chemin de fer sur route de Challans à Fromentine et les Tramways de la Vendée[d] ;
- les Chemins de fer économiques du Sud-Est (Tramways de l'Ain)[e] ;
- les Chemins de fer des Côtes-du-Nord[f] ;
- les Tramways du Quercy[11].

#### 1929: absorption de la société Paris-Aubevoye

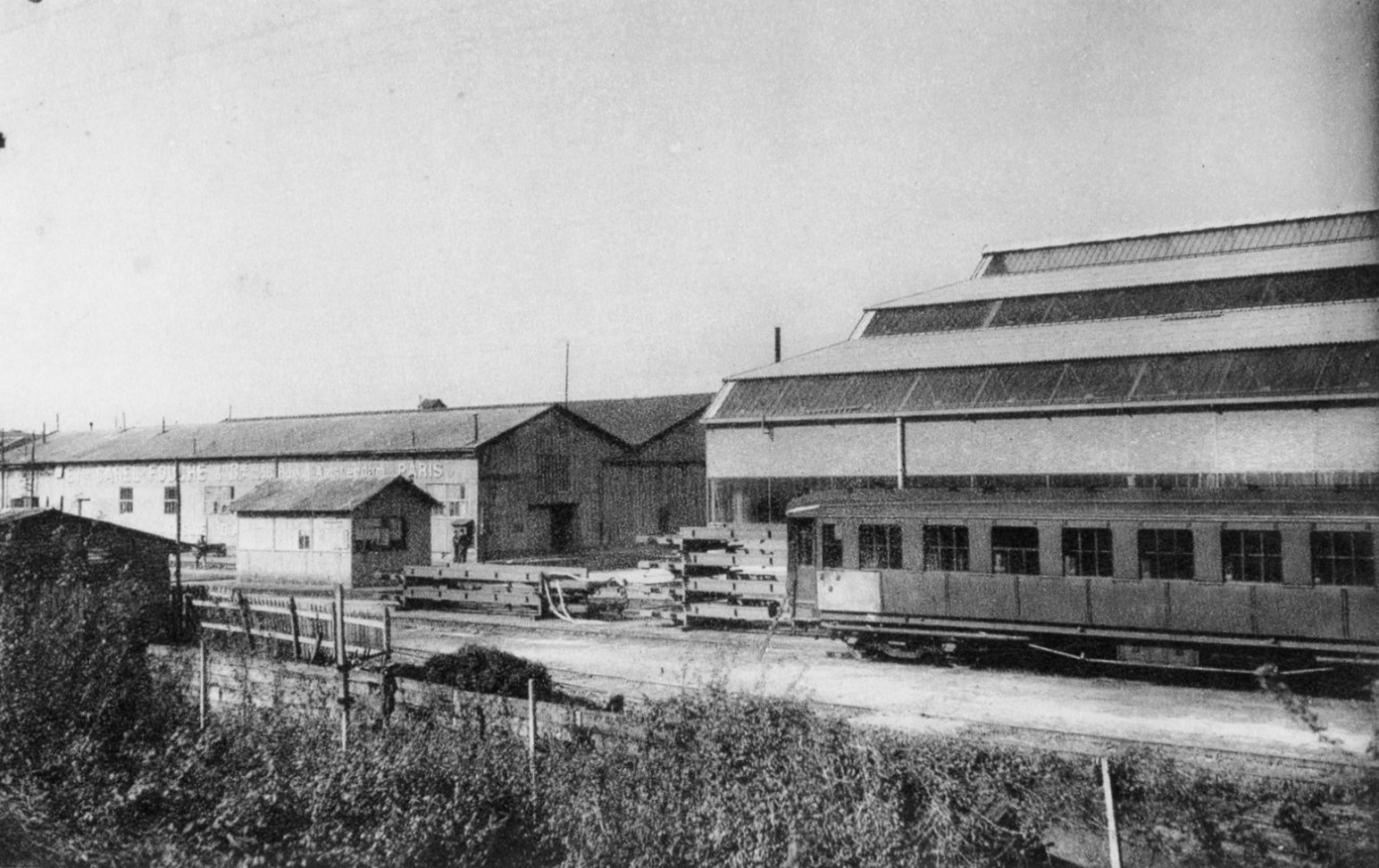
L'usine Carel & Fouché d'Aubevoye vers 1930

En 1929, Carel Fouché & Cie absorbe la société anonyme Paris-Aubevoye, dont l'usine est située depuis 1917 à Aubevoye entre la Seine et la ligne ferroviaire Paris-Rouen-Le Havre. L'usine est située dans l'Eure, à moins de 100 kilomètres de Paris, et emploie environ 500 salariés en 1923. Fondée par Gabriel et Germaine Perney, elle est spécialisée dans la construction et la réparation du matériel roulant ferroviaire et dans les remorques et carrosseries pour camions automobiles et hippomobiles. Elle fabrique également des citernes et des cuves en acier et en aluminium, notamment pour les brasseries, puis se lance dans le machinisme agricole (tracteurs, distributeurs d'engrais, botteleuses à foin). Pour les chemins de fer, elle construit notamment : 
- des wagons-foudres destinés au transport du vin et de la bière ;
- des wagons isothermes pour le transport de denrées périssables ;
- des voitures voyageurs pour le réseau de l'État et la Compagnie des chemins de fer de l'Est ;
- des voitures de première classe pour le Métro de Paris.

À la suite de la fusion entre Carel Fouché & Cie et Paris-Aubevoye, l'usine d'Aubevoye se recentre sur la construction de matériel roulant ferroviaire et les installations sont agrandies et modernisées sur une trentaine d'hectares.

### Les activités au lendemain de la Première Guerre mondiale
Durant la guerre de 1914-1918, le matériel roulant ferroviaire affecté aux transports de troupes et de matériel de guerre est maintenu en service tant que la sécurité de circulation n'est pas compromise. En décembre 1918, une grande partie des 84 555 wagons, voitures et fourgons de l'Administration des chemins de fer de l'État doit faire l'objet d'importantes remises en état : en 1919, la réparation de 20 250 wagons et de 330 voitures et fourgons est confiée à des entreprises privées. Parmi celles-ci, les établissements Carel Fouché & Cie sont chargés de réparer 2 000 wagons (à raison de 50 à 75 par mois) et 200 voitures (à raison de huit par mois). Auparavant, en 1918, « les ateliers de construction du Mans n’ont pu construire pour les grands réseaux, ni voitures, ni wagons. Ils ont poursuivi pour les chemins de fer de l’Etat des travaux de réparation de voitures et livré aux services de l’artillerie et du génie, comme au cours des années antérieures, des véhicules de différents types ».
D'autre part, l'entreprise engage au cours du dernier trimestre 1919 la remise en marche de ses activités liées au bois :
- des chantiers de créosotage, pour la production de traverses et de bois spéciaux pour chemins de fer, notamment à Buchy (Seine-Inférieure), Entressen (Bouches-du-Rhône) et Thourotte (Oise)[16],[17] ;
- des chantiers d'imprégnation de bois (préparation au sulfate de cuivre, notamment) pour la fabrication de poteaux télégraphiques ;
- des exploitations forestières, dont l'une se situe à Popovača en Croatie[8]. Cette dernière sera nationalisée par l'Etat yougoslave après la fin de la Seconde Guerre mondiale[17].

En 1918, un incendie détruit complètement l’usine de production de fluorure de sodium (pour le traitement chimique du bois), en voie d’achèvement à Sarliève/Cournon (Puy-de-Dôme), laquelle est reconstruite et demeure en activité jusqu'en 1975.
En 1918, la construction des ateliers des Deux-Synthe, à Petite-Synthe, près de Dunkerque, se poursuit en vue de fabriquer des wagons et des charpentes métalliques. Dans ce cadre, en 1925, Carel Fouché & Cie s'associe à la société Venot Peslin & Cie, établie à Onnaing, pour fonder la Société des Ateliers des Deux-Synthe commençant son activité en 1926. En 1929, ces ateliers constituent « le plus important chantier de matériel fluvial en France ». Ils produisent également du matériel pour les mines, notamment, dans les années 1920, des chevalements métalliques pour des puits de la Compagnie des mines de Lens dont les installations ont été ravagées durant la guerre.

### Coopération avec Michelin (1932-1953)
À partir de 1929, Michelin développe le pneurail, un pneumatique permettant le roulement sur un rail, tandis qu'un boudin métallique solidaire de la jante maintient les roues sur la voie ferrée. Il équipe des autorails légers, appelés Micheline, dans le but d'optimiser le confort de roulement pour les voyageurs, la vitesse et l'adhérence sur le rail, en permettant de meilleures performances d'accélération et de freinage. À partir de 1932, la sous-traitance de plusieurs dizaines d’exemplaires de Micheline est confiée à Carel Fouché & Cie. Il s’agit de la fabrication des caisses en alliage d'aluminium et de l’assemblage, Michelin se réservant la fourniture des roues et des pneurails.  
| Modèle  | Capacité  | Pneurails | Moteur essence (E) ou diesel (D) | Livraisons      | Production | Commandes                              |
| ------- | --------- | --------- | -------------------------------- | --------------- | ---------- | -------------------------------------- |
| Type 16 | 36 places | 12        | 200 ch. Hispano-Suiza (E)        | 1934-1935       | 26         | État, Nord, PLM                        |
| Type 21 | 56 places | 16        | 250 ch. Hispano-Suiza (E)        | 1936-1937       | 30         | État, Nord, PO-Midi, PLM               |
| Type 22 | 56 places | 16        | 250 ch. Hispano-Suiza (E)        | 1936-1937, 1949 | 16         | État, Est                              |
| Type 23 | 96 places | 24        | 420 ch. Panhard (E)              | 1937-1943       | 26         | État, PO-Midi, PLM                     |
| Type 51 | 18 places | 12        | 105 ch. Panhard (E)              | 1932-1938       | 9          | Madagascar, Mozambique, AEF, Indochine |
| »       | »         | »         | 90 ch. Panhard (D)               | 1952-1953       | 3          | Madagascar                             |
| Type 52 | 42 places | 16        | 140 ch. Hispano-Suiza (E)        | 1936-1937       | 7          | Mozambique, AOF, Indochine             |

Commandée par d'anciens réseaux avant 1938, mais n'ayant pu être terminée par Michelin en raison de la Seconde Guerre mondiale, la dernière Micheline destinée à la SNCF, de type 22, sort des ateliers d'Aubevoye en 1949. La SNCF qui succède en 1938 au réseau de l'État et aux différentes compagnies exploite des Micheline jusqu'en 1952. 
D'autre part, Carel Fouché & Cie associe le pneurail et l'inox en livrant à la SNCF en 1948 une rame sur pneus composée de 6 voitures dont l'ossature est en acier inoxydable. Cette rame expérimentale est exploitée en service commercial jusqu'en juin 1956.

### Depuis les années 1930, l'acier inoxydable comme spécialité

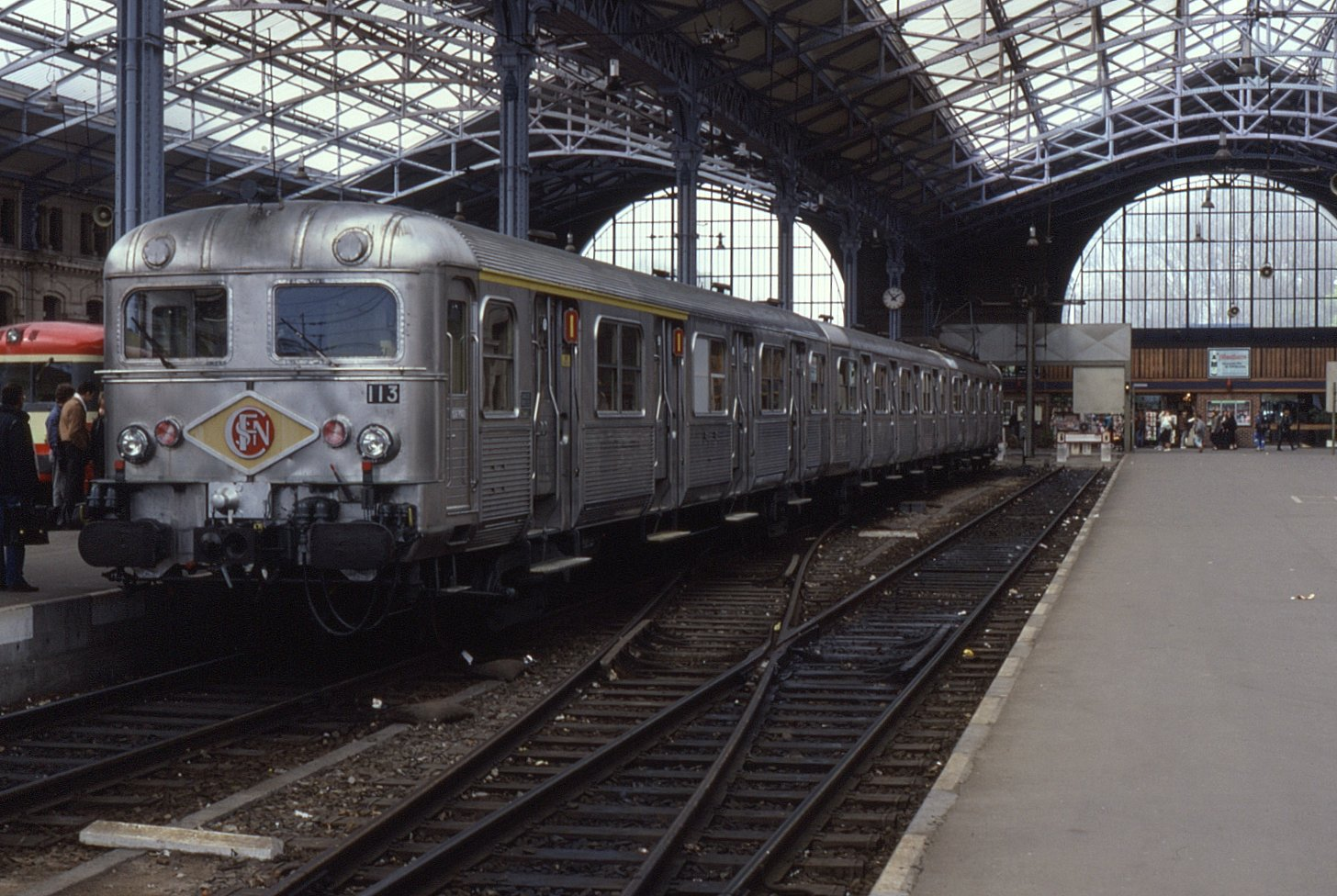
Automotrice Z 5100 en gare de Tours en avril 1987

En 1935, les établissements Carel Fouché & Cie acquièrent auprès de la société américaine Budd Company une licence permettant de fabriquer des caisses en acier inoxydable très résistantes à la corrosion (procédé shotweld). Il s'agit d'un « procédé de soudure par résistance et par points dans lequel la quantité de chaleur dégagée est dosée de façon à correspondre exactement à celle nécessaire, étant donné l'épaisseur des pièces à souder, pour obtenir une soudure parfaite sans modifier les propriétés de l'acier inoxydable ». L'entreprise emploie cette technique dans le domaine des chemins de fer pour réaliser des matériels moteurs et remorqués :
- rames automotrices Z 3700[j] (1937), Z 5100[k] (1953 à 1958), Z 5300[l] (1965 à 1975), Z 6100[m] (1965 à 1971), Z 6300 (1967 à 1970) et Z 6400 (1976 à 1979) ;
- rame sur pneus SNCF[26] (1948) équipée du pneurail de Michelin ;
- voitures CFA Inox[29] (entre 1950 et 1960) pour l'Office des chemins de fer algériens ;
- voitures DEV Inox[29] courtes (1952 à 1957) et longues (1957 à 1973) ;
- voitures-lits type P n° 4526 à 4550[n] (1955-1956) pour la Compagnie internationale des wagons-lits[29] ;
- autorail X 2051 « Flèche d'Argent » (1954)[30] ;
- voitures TEE PBA[29] (1963-1964) pour les liaisons entre Paris, Bruxelles et Amsterdam ;
- voitures Mistral 69[o], livrées à partir de 1968 pour assurer la liaison Paris-Nice ;
- deuxième rame prototype de la série MF 67 du métro de Paris, surnommée Zébulon (1968)[31] ;
- automotrices de la série 250 (1975), dérivées des Z 6100, pour les chemins de fer luxembourgeois (CFL) ;
- voitures de service intérieur pour la SNTF (Algérie), livrées entre 1974 et 1977[32] ;
- rames automotrices de la série 5000 (Fepasa) (1978) pour Ferrovia Paulista (État de São Paulo, Brésil)[32] ;
- voitures de la régie Abidjan-Niger (RAN)[32] ;
- rames inox de banlieue (RIB) entre 1960 et 1980 ;
- rames inox omnibus (RIO) entre 1977 et 1986 ;
- rames réversibles régionales pour les TER (1985 à 1989)[33].

### La crise ferroviaire des années 1930 et l'évolution de l'actionnariat

#### Les difficultés économiques des années 1930
Dans les années qui suivent la Première Guerre mondiale, l'essor de la voiture, du camion et de l'autocar fragilise la prépondérance des chemins de fer dans les transports. À partir de 1930, les réseaux des compagnies ferroviaires deviennent déficitaires. Les établissements Carel Fouché & Cie sont alors touchés par la raréfaction des commandes de matériel roulant. Entre début 1931 et fin 1932, l'effectif des ateliers du Mans diminue fortement, passant d'environ 1 200 ouvriers à 400. En 1933, la fermeture des ateliers du Mans ou ceux d'Aubevoye est envisagée. Cependant, la renégociation du contrat de réparation des fourgons postaux, devant s'étaler sur six années à partir de 1934, aboutit à une meilleure répartition des commandes entre les deux sites de production qui sont ainsi sauvegardés. L'administration des Postes, Télégraphes et Téléphones finit par accepter que le contrat soit exécuté au Mans plutôt qu'à Aubevoye, à condition que les coûts supplémentaires induits par le transfert ne soient pas mis à sa charge. 
Les difficultés économiques entraînent également des problèmes de trésorerie. En 1935, les établissements Carel Fouché & Cie, dans l'impossibilité de rembourser les emprunts qu'ils ont souscrits auprès de la Banque nationale de crédit (B.N.C.), s'accordent avec cette dernière pour aménager la dette. Le remboursement est échelonné sur 22 ans et une partie de la dette est compensée par l'attribution d'actions conférant à la banque, dans un premier temps, 48 % du capital des établissements.
Au début des années 1950, la B.N.C., dans le cadre de sa liquidation, cède les actions qu'elle détient à deux nouveaux actionnaires principaux : la Société des Aciéries et Forges de Firminy, et The Budd Company.

#### Des Aciéries et Forges de Firminy au groupe Wendel
Les Aciéries et Forges de Firminy, situées dans le département de la Loire, sont l'une des sociétés à l'origine de Marine-Firminy, entreprise industrielle devenue holding à la suite de fusions-acquisitions. Ses dénominations sociales successives sont les suivantes :
- Société des Aciéries et Forges de Firminy (qui, dans les années 1920, était liée à la B.N.C. et à Carel Fouché & Cie par un actionnaire commun, André Vincent, président desdites aciéries et de la B.N.C. mais compromis dans la faillite de cette dernière en 1931)[17] ;
- Compagnie des Forges et Aciéries de la Marine, de Firminy et de Saint-Étienne (en 1960, à la suite d'une fusion[17]) ;
- Marine-Firminy (en 1968) qui détient 19 % du capital[36] ;
- Marine-Wendel (en 1975, à la suite de la prise de contrôle par la famille de Wendel[37]) qui porte sa participation à 39,5 %[36].

En 1977, Marine-Wendel apporte ses actifs financiers ne concourant pas directement à l'activité sidérurgique à une nouvelle société du groupe Wendel, la Compagnie Générale d'Industrie et de Participations (CGIP), demeurant actionnaire de Carel Fouché jusqu'en 1983.

#### De The Budd Company au groupe Thyssen
En 1954, la firme américaine The Budd Company entre au capital de Carel Fouché & Cie, à laquelle elle accorde depuis 1935 une licence pour le soudage électrique des tôles d'acier inoxydable. Cette prise de participation est concomitante au développement avec la SNCF d'un autorail prototype (X 2051) dérivé du Budd Rail Diesel Car (en), dont la mise en service est retardée en raison de « difficultés d'ordre relationnel » entre The Budd Company et Carel Fouché & Cie. Ces difficultés disparaissent avec cette entrée au capital et la nomination simultanée aux fonctions de président du conseil d'administration du représentant de Budd en France.
Les actions détenues représentent 33 % du capital social en 1967, et 29 % en 1976. The Budd Company est acquise en 1978 par le groupe de sidérurgie allemand Thyssen.

### Les années 1960 et 1970, la diversification et le développement des exportations

#### Diversification dans les installations de fermentation des déchets et les équipements aéroportuaires
À partir du début des années 1960, les activités sont progressivement diversifiées : l'entreprise construit des blocs digesteurs verticaux pour la transformation en compost, par fermentation aérobie, des résidus urbains (déchets ménagers). Les villes de Soissons, Saint-Nazaire, Charleville-Mézières, Vernon, Bourges et Orléans sont parmi les premières à adopter le procédé de Carel Fouché.
D'autre part, l'entreprise s'engage à partir de 1963 dans la production d'équipements pour le secteur aéronautique : Carel Fouché vend aux aéroports de Paris (Orly et Roissy) et de Lyon-Satolas des infrastructures d'accès aux avions (pré-passerelles et passerelles télescopiques). Des contrats sont remportés à l'international en 1978 pour fournir de tels équipements au Maroc, à Abu-Dhabi et au Cameroun. Dans les années 1970, Carel Fouché Languepin fournit des conteneurs métalliques aux compagnies UTA, Air Afrique et Air France.

#### Absorption de Languepin en 1968 et fermeture de l'établissement de Petite-Synthe en 1971
La diversification la plus significative est engagée grâce à l'intégration de la société Soudure Electrique Languepin en 1968. Cette dernière est spécialisée dans les machines à souder par résistance et les chaînes de soudage automatique destinées aux constructeurs automobiles (carrosserie et tôlerie). En 1975, l'entreprise commercialise le soudage par faisceau d'électrons.
Néanmoins, certaines activités de chaudronnerie et de construction métallique (grues, ponts roulants, fours, etc.) sont abandonnées. L'usine de Petite-Synthe, dont l'activité principale avant 1940 était la construction de péniches en métal, est en effet fermée en avril 1971. Elle emploie environ 120 salariés au début des années 1960. 

#### Création de Francorail en 1972 et développement des exportations
En ce qui concerne la construction ferroviaire, en 1972, Carel Fouché Languepin et De Dietrich s'associent pour former le groupement d'intérêt économique Francorail. Ce dernier est élargi en 1973 avec l'adhésion de la société Le Matériel de Traction Electrique (MTE), filiale commune de Jeumont-Schneider et Creusot-Loire. L'objectif est d'être en mesure de proposer des matériels complets que chacune des entreprises ne pourrait fournir isolément. 
Pour faire face à la décroissance prévisible du marché français de la construction ferroviaire, Carel Fouché Languepin se tourne vers l'export (notamment en Tunisie et en Algérie) et, à la fin des années 1970, l'entreprise réalise plus de la moitié de son chiffre d'affaires ferroviaire à l'étranger. Entre 1976 et 1978, dans le cadre d'un contrat remporté par un consortium franco-brésilien comprenant Francorail-MTE, Carel Fouché Languepin construit 54 caisses pour les rames automotrices de la série 5000 destinées à la région métropolitaine de São-Paulo (246 caisses sont assemblées au Brésil par des entreprises brésiliennes). Cette commande de 300 voitures constitue à cette période le plus grand contrat jamais signé à l'échelle internationale pour du matériel roulant ferroviaire .   
| Principales activités (en % du chiffre d'affaires)            | 1975   | 1976   |
| ------------------------------------------------------------- | ------ | ------ |
| Construction de matériel ferroviaire                          | 56,5 % | 65,6 % |
| Ensembles automatiques de soudage pour l'industrie automobile | 29,9 % | 23 %   |
| Imprégnation de bois (traverses, poteaux, etc.)               | 4,8 %  | 4 %    |
| Conception d'usines de destruction de résidus urbains         | 3,1 %  | 3,2 %  |
| Passerelles télescopiques et équipements d'aéroports          | 2,5 %  | 1 %    |

### La décennie 1980 et les lourdes restructurations

#### 1980: diversification dans l'aéronautique
En 1980 est créée la filiale Comaero (Compagnie mancelle de constructions aéronautiques) afin que Carel Fouché se diversifie dans la sous-traitance aéronautique pour le compte de la Société Nationale Industrielle Aérospatiale. L'objectif est de pallier les problèmes de charge de travail de l'usine du Mans rencontrés depuis 1973. Il est dès lors envisagé de regrouper progressivement l'activité ferroviaire sur le site d'Aubevoye bien que l'activité aéronautique (150 salariés) ne soit pas en mesure d' « absorber le reste du personnel » puisque l'effectif de l'usine du Mans est de 700 salariés en février 1981. Les objectifs poursuivis, notamment la capacité à employer de 200 à 350 salariés, ne sont pas atteints et la société Comaero cesse définitivement ses activités en février 1984. 
En 1982, la société Soudure Electrique Languepin, filiale de Carel Fouché, est mise en liquidation. Les effectifs sont de 350 salariés à La Plaine-Saint-Denis et de 100 salariés à Saumur. Carel Fouché se recentre sur la construction de matériel de transport. 

#### 1983: scission en Carel Fouché Industries et Constructions ferroviaires du Mans
En mai 1983, le groupe Creusot-Loire acquiert de la Compagnie Générale d'Industrie et de Participations (groupe Wendel) 80 % du capital de Carel Fouché. L'entreprise est alors scindée en deux nouvelles sociétés intégralement contrôlées par Creusot-Loire: Carel Fouché Industries d'une part (usine d'Aubevoye) et Constructions ferroviaires du Mans d'autre part (usine du Mans).  
Confrontée à de graves difficultés financières, la société Creusot-Loire est mise en règlement judiciaire en juin 1984, ce qui préfigure le démantèlement du groupe. Alors que dans un premier temps Jeumont-Schneider ne s'intéresse principalement qu'à l'Unité Traction établie au Creusot, spécialisée dans la production de bogies, une issue commune est finalement trouvée pour l'ensemble des activités ferroviaires du groupe. 
Ainsi, en septembre 1984, Jeumont-Schneider reprend Carel Fouché Industries (900 salariés) et Constructions ferroviaires du Mans (350 salariés).

#### 1987: reprise de Carel Fouché Industries par Alsthom puis radiation

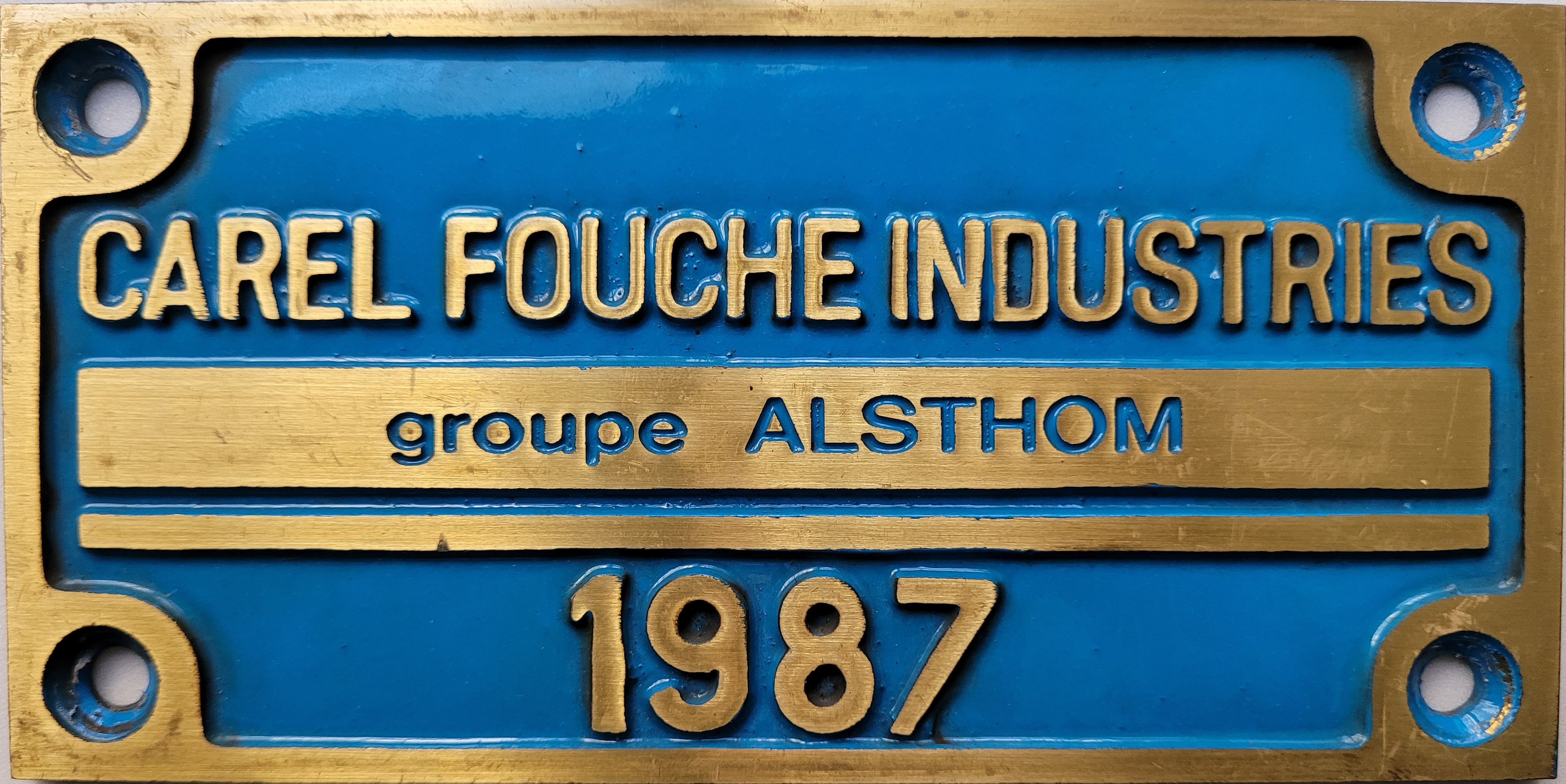
Plaque constructeur pour Rame réversible régionale (Aubevoye, 1987)

Jeumont-Schneider, qui souhaite depuis le début des années 1980 se recentrer sur le matériel électrique et les automatismes industriels, décide d'abandonner ses activités ferroviaires. Ces dernières représentent environ 30 % du chiffre d'affaires du groupe mais génèrent des pertes importantes et nécessitent de poursuivre des efforts de redressement soutenus. Pour un franc symbolique, le 1er janvier 1987, Alsthom acquiert la division ferroviaire de Jeumont-Schneider comprenant Carel Fouché Industries, MTE et Schneider-Jeumont Rail. Quant à la société Constructions ferroviaires du Mans, elle demeure présidée et administrée par des cadres dirigeants de Jeumont-Schneider jusqu'à sa liquidation en juin 1988. L'usine du Mans ferme ses portes en décembre 1987 et 283 salariés sont licenciés.
L'usine d'Aubevoye est fermée en juin 1989 alors qu'elle emploie 452 salariés, dans un contexte de surcapacités de production, de rationalisation du groupe Alsthom et de concurrence internationale accrue. La production des rames réversibles régionales, débutée en 1985 à Aubevoye, est délocalisée sur le site GEC-Alsthom de Belfort en 1990. La société Carel Fouché Industries est radiée du registre du commerce et des sociétés en janvier 1990.